# Loan Market Association
Loan Market Association (LMA) – międzynarodowe stowarzyszenie, które swoją działalność skupia na poprawie płynności, efektywności i transparentności kredytów konsorcjalnych udzielanych w Europie, na Bliskim Wschodzie i w Afryce (kraje EMEA) - zarówno na rynku pierwotnym jak i wtórnym. Stowarzyszenie próbuje osiągnąć swój cel działania poprzez ustanowienie powszechnie akceptowanej praktyki rynkowej, przyczyniając się tym samym do promocji kredytów konsorcjalnych.

LMA powstało w 1996 roku w Londynie. Zgodnie z danymi na 2021 rok, do stowarzyszenia należy ponad 770 organizacji z ponad 65 krajów. W skład tego grona wchodzą banki komercyjne, banki inwestycyjne, inwestorzy instytucjonalni, firmy świadczące usługi prawne, agencje ratingowe i inni usługodawcy. 
Zakres działalności stowarzyszenia pokrywa pięć głównych obszarów, takich jak: dokumentacja, praktyka rynkowa i poradnictwo, operacje kredytowe, edukację, oraz dialog z ustawodawcami i innymi podmiotami regulującymi prawo.